# Shchedrin
Shchedrin ou Ščadryn ( yiddish : שצעדרין , biélorusse : Шчадрын ) est un village situé en Biélorussie , anciennement de l' Empire russe . Avant l'Holocauste , le village fonctionnait comme un shtetl d'Europe de l'Est et abritait des membres de la secte Habad-Loubavitch du judaïsme hassidique,.